# Lenguas construidas por J.R.R. Tolkien
El filólogo y escritor inglés J. R. R. Tolkien creó varias lenguas construidas, la mayoría relacionadas con su mundo ficticio de la Tierra Media. Inventar idiomas, algo que él llamaba glosopoeia (en paralelo a su idea de mitopoeia o «creación de mitos»), fue una tarea de toda la vida para Tolkien, que comenzó en su adolescencia.
La glosopoeia de Tolkien tiene dos dimensiones temporales: la cronología interna (ficticia) de los acontecimientos de la Tierra Media descritos en El Silmarillion y otros escritos, y la cronología externa de la propia vida de Tolkien, durante la cual revisó y perfeccionó a menudo sus lenguas y su historia ficticia. Los estudiosos de Tolkien han publicado un volumen considerable de material lingüístico de Tolkien en los libros Historia de la Tierra Media y en las revistas Vinyar Tengwar y Parma Eldalamberon. Estudiosos como Carl F. Hostetter, David Salo y Elizabeth Solopova han publicado gramáticas y estudios de estas lenguas.
Tolkien creó una gran familia de lenguas élficas, siendo las más conocidas y desarrolladas el quenya y el sindarin. Además, esbozó las lenguas de los hombres adûnaico y rohírrico, la lengua de los enanos khuzdul, el éntico, y la lengua negra (que en la ficción es una lengua construida impuesta a los orcos por el Señor Oscuro Sauron). Asimismo, Tolkien complementó sus lenguas con varias escrituras.

## Contexto

### El pasatiempo de Tolkien: la glosopoeia
Tolkien era filólogo profesional de lenguas germánicas antiguas, especializado en inglés antiguo. La glosopoeia, o la construcción de lenguas, fue el pasatiempo de Tolkien durante la mayor parte de su vida. Cuando tenía poco más de 13 años, ayudó a construir un cifrado de sustitución de sonidos conocido como Nevbosh, «nuevo sinsentido», que llegó a incluir algunos elementos de lenguas inventadas reales. Tolkien declaró que éste no fue su primer esfuerzo en lenguas inventadas. Poco después, desarrolló una verdadera lengua inventada llamada naffarin. Uno de sus primeros proyectos fue la reconstrucción de una lengua germánica primitiva no registrada que podría haber sido hablada por el pueblo de Beowulf en la Edad Heroica germánica.
En 1931, Tolkien dictó una conferencia sobre su pasión por las lenguas construidas, titulada Un vicio secreto. En ella contrasta su proyecto de lenguas artísticas construidas por placer estético con el pragmatismo de las lenguas auxiliares internacionales. La conferencia también aborda la opinión de Tolkien sobre la eufonía, y cita el griego, el finés y el galés como ejemplos de «lenguas que tienen una forma de palabra muy característica y, a su modo, hermosa». Parte de la conferencia se publicó en Los monstruos y los críticos y otros ensayos; en la parte que no se publicó, Tolkien puso el ejemplo del «fonwegiano», una lengua que «no tiene conexión alguna con ninguna otra lengua conocida».
Al ser un hábil calígrafo, Tolkien inventó escrituras para sus lenguas. Estas incluyen las sarati, las cirth y las tengwar.

### Teoría de Tolkien sobre las lenguas inventadas
Tolkien opinaba que la invención de una lengua artística, para ser convincente y agradable, debía incluir no sólo el desarrollo histórico de la lengua, sino también la historia de sus hablantes y, sobre todo, la mitología asociada tanto a la lengua como a los hablantes. Esta idea de que una «lengua élfica» debe ir asociada a una compleja historia y mitología de los elfos fue el núcleo del desarrollo del legendarium de Tolkien.

En una de sus cartas, Tolkien escribió:
lo que creo que es un «hecho» primordial sobre mi trabajo, es que todo es de una pieza, y fundamentalmente de inspiración lingüística. ... No se trata de un « pasatiempo », en el sentido de algo muy distinto del propio trabajo, tomado como un desahogo. La invención de lenguas es la base. Las «historias» se hicieron más bien para proporcionar un mundo a las lenguas que a la inversa. Para mí, primero viene el nombre y después la historia. Hubiera preferido escribir en «élfico». Pero, por supuesto, una obra como ''El Señor de los Anillos'' ha sido editada y sólo se ha dejado la cantidad de 'lengua' que creí que los lectores soportarían. (Ahora me doy cuenta de que a muchos les habría gustado más.) ... En cualquier caso, para mí es en gran medida un ensayo de «estética lingüística», como a veces digo a la gente que me pregunta «de qué va todo esto».
La estudiosa de Tolkien y folclorista Dimitra Fimi cuestiona esta afirmación. En particular, su obra de septiembre de 1914 The Voyage of Earendel the Evening Star, basada en el poema en inglés antiguo Cristo 1, demuestra que Tolkien estaba empezando a pensar en una mitología antes de empezar a esbozar su primera lengua inventada para la Tierra Media, el qenya, en marzo de 1915. Además, los pasos que condujeron a su primer intento de mitología, el borrador de 1917 de El libro de los cuentos perdidos, que incluía al personaje de Eärendil en su primera historia, no implicaban sus lenguas inventadas. En opinión de Fimi, Tolkien estaba más bien haciendo hincapié en que el lenguaje y el mito «empezaron a fluir juntos cuando yo era estudiante [en Oxford, 1911-1915]» (como Tolkien escribió en 1954),y así permanecieron durante el resto de su vida.

### Lhammas
En 1937, Tolkien escribió el Lhammas, un tratado lingüístico que aborda las relaciones de las lenguas habladas en la Tierra Media durante la Primera Edad, principalmente las lenguas élficas. El texto supone ser la traducción de una obra élfica, escrita por un tal Pengolodh, cuyas obras históricas se presentan como la fuente principal de las narraciones de El Silmarillion relativas a la Primera Edad.
El Lhammas existe en tres versiones, la más corta de las cuales se denomina Lammasathen. La principal tesis lingüística de este texto es que todas las lenguas de la Tierra Media descienden de la lengua de los Valar (los «dioses»), el valarin, y se dividen en tres ramas:
- El oromëano, llamado así por Oromë, que enseñó a hablar a los primeros elfos. Todas las lenguas de los elfos y la mayoría de las de los hombres son oromëanas.[8]
- El aulëano, llamado así por Aulë, creador de los enanos, es el origen de la lengua khuzdul. Ha tenido algunas influencias en las lenguas de los hombres.[8]
- El melkiano, llamado así por el rebelde Melkor o Morgoth, es el origen de las muchas lenguas usadas por los orcos y otros seres malignos en la Primera Edad.[8]

## Lenguas de la Tierra Media

### Lenguas élficas

#### Historias internas y externas

La historia interna de las lenguas élficas se remonta a los clanes y las migraciones en la Separación de los Elfos. El quenya era la lengua antigua; el sindarin se hablaba inicialmente en Beleriand, y continuó hablándose en la Tierra Media en la Tercera Edad. Debajo del nombre de cada lengua se encuentra la palabra «Elfos» en esa lengua.

Internamente, en la ficción, la familia lingüística élfica es un grupo de lenguas relacionadas por descendencia de un antepasado común, llamado proto-lengua.
Externamente, en la vida de Tolkien, éste construyó la familia de lenguas a partir de 1910 aproximadamente, trabajando en ella hasta su muerte en 1973. En aproximadamente tres periodos construyó la gramática y el vocabulario de al menos quince lenguas y dialectos:
1. Principios, 1910 - c. 1930: la mayor parte del proto-lenguaje quendiano primitivo, eldarin común, quenya y goldogrin.[10]
2. Mediados, c. 1935-1955: el goldogrin se convierte en noldorin, al que se unen el telerin, el ilkorin, el doriathrin y el avarin.[10]
3. Final: el Ilkorin y el doriathrin desaparecieron; el noldorin maduró hacia el sindarin.[10]

Tolkien elaboró gran parte del trasfondo etimológico de sus lenguas élficas durante la década de 1930, lo que dio lugar a Las Etimologías.

Etimología de 'Glamdring' en las lenguas élficas de Tolkien, como se describe en Las Etimologías, en los apartados "Lam-", "Khoth-", "Glam-" y "Dring-". Lo que entonces era noldorin se convirtió más tarde en sindarin.

#### Quenya
Tolkien basó la pronunciación del quenya más en el latín que en el finés, aunque tiene elementos derivados de ambas lenguas. Así, el quenya carece de la armonía vocálica y la gradación consonántica presentes en el finés, y el acento no siempre está en la primera sílaba de una palabra. El quenya carece de elementos típicos del finés, como las vocales frontales ö, ä e y, pero las similitudes fonológicas incluyen la ausencia de pausas átonas aspiradas o el desarrollo de las sílabas ti > si en ambas lenguas. La combinación de una base latina con reglas fonológicas finesas dio como resultado un producto que se asemeja en muchos aspectos al italiano, que era la lengua románica moderna favorita de Tolkien.
La gramática del quenya es aglutinante y mayoritariamente sufija, es decir, se unen diferentes partículas de palabras añadiéndolas. Tiene clases básicas de palabras: verbos, sustantivos y pronombres/determinantes, adjetivos y preposiciones. Los sustantivos se inflexionan según el caso y el número. Los verbos se flexionan para el tiempo y el aspecto, y para la concordancia con el sujeto y el objeto. En el quenya primitivo, los adjetivos concuerdan con el sustantivo al que modifican en caso y número; en el quenya tardío, esta concordancia desaparece. El orden básico de las palabras es sujeto-verbo-objeto.

#### Sindarin
Tolkien escribió que dio al sindarin «un carácter lingüístico muy parecido (aunque no idéntico) al galés británico... porque parece encajar con el tipo más bien “celta” de leyendas e historias que se cuentan de sus hablantes».
A diferencia del quenya, el sindarin es principalmente una lengua fusional con algunas tendencias analíticas. Se distingue del quenya por la escasez de terminaciones vocálicas y el uso de oclusivas sonoras b d g, poco frecuentes en quenya, que sólo se encuentran después de nasales y líquidas. El sindarin primitivo formaba plurales añadiendo -ī, que desaparecía pero afectaba a las vocales precedentes (como en galés e inglés antiguo): S. Adan, pl. Edain, S. Orch, pl. Yrch. El sindarin forma plurales de múltiples maneras.

### Lenguas de los hombres

#### Adûnaico
Tolkien ideó el adunaico (o númenóreano), la lengua hablada en Númenor, poco después de la Segunda Guerra Mundial y, por tanto, más o menos cuando terminó El Señor de los Anillos, pero antes de escribir el trasfondo lingüístico de los Apéndices. El adunaico se concibe como la lengua de la que deriva el oestron (también llamado adûni). Esto añadía una profundidad de desarrollo histórico a las lenguas de los hombres. La intención era que el adunaico tuviera un «ligero toque semítico». Su desarrollo comenzó con Los papeles del Notion Club (escrito en 1945). Es allí donde se encuentra la muestra más extensa de la lengua, revelada a uno de los protagonistas (modernos), Lowdham, de esa historia en un sueño visionario de la Atlántida. Su gramática se esboza en el inacabado «Informe de Lowdham sobre la lengua adunaica».
Tolkien seguía indeciso sobre si la lengua de los hombres de Númenor debía derivarse de la original lengua de los hombres (es decir, el adûnaico), o si, por el contrario, debía derivarse del «noldorin élfico» (es decir, el quenya). En El camino perdido y otros escritos, se da a entender que los númenóreanos hablaban quenya, y que Sauron, odiando todo lo élfico, enseñó a los númenóreanos la antigua lengua de los hombres que ellos mismos habían olvidado.

#### Rohírrico
Tolkien llamaba «rohanés» al idioma de Rohan, y sólo mencionó unas pocas palabras rohírricas reales:
- Kûd-dûkan, palabra antigua que significa «habitante de los agujeros», que evolucionó a kuduk, el nombre que los hobbits se daban a sí mismos.[15]
- Lô- / loh- que corresponde al inglés antiguo éoh, «caballo de guerra», y a los nombres derivados Lôgrad para «marca del caballo», y Lohtûr para los éothéod, «gente de a caballo». Esta palabra es un homónimo exacto de la palabra húngara para «caballo», ló. La palabra rohírrica para «caballo» se ha identificado como un cognado de las palabras élficas de Tolkien para «caballo»: rocco (quenya) y roch (sindarin). Todos los nombres que empiezan por Éo- se supone que representan nombres rohíricos que empiezan por Lô- o Loh-, pero no se indican las formas rohíricas de nombres como Éomer y Éowyn.[15]

| Lengua         | Palabra | Comentarios                                               |
| -------------- | ------- | --------------------------------------------------------- |
| Rohírrico      | lô-     | por ejemplo, lôgrad, «marca del caballo»                  |
| Húngaro        | ló      | homónimo del rohírrico                                    |
| Inglés antiguo | éoh     | «caballo de guerra», de ahí éothéod, «gente de a caballo» |
| Quenya         | rocco   | «caballo»                                                 |
| Sindarin       | roch    | de ahí, rohirrim, «gente de a caballo»                    |

Sólo se proporciona un nombre propio, Tûrac, una antigua palabra para Rey, el rohírrico para Théoden. Ésta, a su vez, es la palabra del inglés antiguo þéoden, que significa «líder de un pueblo», «rey» o «príncipe». Al igual que con otros nombres descriptivos de su legendarium, Tolkien utiliza este nombre para crear la impresión de que el texto es «“histórico”, “real” o “arcaico”».

### Enano
En El Señor de los Anillos aparecen algunos ejemplos de khuzdul, la lengua de los enanos. La explicación aquí es un poco diferente a la de las lenguas «de los hombres»: como el khuzdul era mantenido en secreto por los enanos y nunca se utilizaba en presencia de extraños (ni siquiera los nombres de pila en enano), no fue «traducido» por ninguna lengua histórica real, y los limitados ejemplos que hay en el texto se dan en el «original». El khuzdul fue diseñado para parecerse a una lengua semítica, con un sistema de raíces triconsonánticas y otros paralelismos especialmente con el hebreo, del mismo modo que algunos parecidos entre los enanos y los judíos son intencionados.

### Éntico
La lengua de los ents se describe brevemente en El Señor de los Anillos. Como los elfos fueron los primeros en enseñar a hablar a los ents, el éntico parece estar emparentado con las lenguas élficas. Sin embargo, los ents continuaron desarrollando su lengua. Se describe como larga y sonora, una lengua tonal parecida a un instrumento de viento. Sólo los ents hablaban éntico, ya que ningún otro podía dominarlo. Ni siquiera los elfos, maestros lingüistas, pudieron aprender el éntico, ni intentaron grabarlo debido a su compleja estructura sonora:
... lento, sonoro, aglomerado, repetitivo, ciertamente verboso; formado por una multiplicidad de matices vocálicos y distinciones de tono y cantidad que ni siquiera los grandes maestros eldar habían intentado plasmar por escrito...
Para ilustrar estas propiedades, Tolkien proporciona la palabra a-lalla-lalla-rumba-kamanda-lindor-burúme, que significa «colina». La describió como una muestra «probablemente muy inexacta» de la lengua.

### Lengua negra
Tolkien ideó poco de la lengua negra más allá de la Rima de los Anillos. La hizo sonar intencionadamente áspera, pero con una gramática adecuada. Afirmó que era una lengua aglutinante; se la ha comparado con la extinta lengua hurrita del norte de Mesopotamia.
En la ficción, la lengua negra fue creada por el Señor Oscuro Sauron para que fuera la lengua oficial de todas las tierras y pueblos bajo su control: era, por tanto, tanto en la realidad como en la ficción, una lengua construida. Se dice que los orcos nunca la aceptaron de buen grado; la lengua mutó en muchos dialectos orcos mutuamente ininteligibles, de modo que los orcos se comunicaban entre sí principalmente en un oestron degradado.

## Análisis

### Orígenes
Tolkien desarrolló un amor especial por la lengua finesa. Para él, encontrar un libro de gramática finlandesa era «como descubrir una bodega llena de botellas de un vino sorprendente, de una clase y un sabor nunca antes probados». La morfología finesa, en particular su rico sistema de inflexión, dio lugar en parte al quenya. Otro de los idiomas favoritos de Tolkien era el galés, y algunos rasgos de su fonología se incorporaron al sindarin.

### Mapeo lingüístico

Según Tom Shippey, Tolkien inventó partes de la Tierra Media para resolver el rompecabezas lingüístico que había creado accidentalmente al utilizar tres lenguas europeas pseudotraducidas diferentes para las de los pueblos de su legendarium.

Al escribir El Señor de los Anillos (1954-55), continuación de El Hobbit (1937), Tolkien ideó el recurso literario de utilizar lenguas reales para «traducir» lenguas ficticias. Así, simuló haber traducido al inglés la lengua original, el oestron (llamado adûni en oestron) o la lengua común (sôval phârë, en oestron). Este recurso de traducir una lengua imaginaria con una real fue llevado más lejos al representar:
- el rohírrico, lengua de Rohan (emparentada con el oestron) con el dialecto mercio del inglés antiguo,[22]
- nombres en la lengua de Dale con formas del nórdico antiguo,[22]
- nombres del Reino de Rhovanion con formas góticas, trazando así la relación genética de sus lenguas ficticias con las relaciones históricas existentes de las lenguas germánicas.[22]

Además, para hacer un paralelismo con el sustrato celta de Inglaterra, Tolkien utilizó nombres del galés antiguo para representar los nombres dunlendinos de los hobbits de Los Gamos (por ejemplo, Meriadoc para Kalimac). Todo este dispositivo de mapeo lingüístico era esencialmente una solución a los problemas que Tolkien se había creado al utilizar nombres nórdicos reales para los enanos de El Hobbit, en lugar de inventar nombres nuevos en khuzdul. Parecía una solución inteligente, ya que le permitía explicar el uso del inglés moderno en el libro como representación del oestron. Por ello, Tolkien no necesitó profundizar en los detalles de la gramática o el vocabulario del oestron. Sin embargo, da algunos ejemplos de palabras en oestron en el Apéndice F de El Señor de los Anillos, donde resume el origen del oestron y su papel como lengua franca en la Tierra Media:
La lengua representada en esta historia por el inglés era el oestron o «lengua común» de las Tierras Occidentales de la Tierra Media en la Tercera Edad. En el transcurso de esa era se había convertido en la lengua nativa de casi todos los pueblos hablantes (excepto los elfos) que habitaban dentro de los límites de los antiguos reinos de Arnor y Gondor ... En el momento de la Guerra del Anillo, al final de la era, éstos seguían siendo sus límites como lengua nativa. (Apéndice F)
El rohírrico está representado en El Señor de los Anillos por el inglés antiguo porque Tolkien decidió que la relación entre el rohírrico y el habla común fuera similar a la del inglés antiguo y el inglés moderno.

El mapeo del inglés antiguo al inglés moderno es como el mapeo del rohírrico al oestron, y Tolkien utiliza las dos lenguas germánicas para representar las dos lenguas de la Tierra Media.

Tolkien afirmó en Las dos torres que el nombre de Orthanc tenía «por designio o casualidad» dos significados. En sindarin significaba «Monte Colmillo», mientras que en la lengua de Rohan decía que significaba «Mente astuta». El autor Robert Foster señala que orþanc significa realmente «astuto» en inglés antiguo, por lo que la homonimia que Tolkien tenía en mente era entre el sindarin y el inglés antiguo, es decir, traducida o representada rohirricamente. Foster comenta que, puesto que sería improbable que también existiera un homónimo entre estas dos lenguas y el rohírrico real, y que el inglés antiguo y el rohírrico fueran también sinónimos, Tolkien había cometido un error.

## Estudio
La primera monografía publicada dedicada a las lenguas élficas fue An Introduction to Elvish (1978), editada por Jim Allan (publicada por Bran's Head Books). Se compone de artículos escritos antes de la publicación de El Silmarillion. Ruth Noel escribió un libro sobre las lenguas de la Tierra Media en 1980.
Con la publicación de gran cantidad de material lingüístico durante la década de 1990, especialmente en la serie Historia de la Tierra Media, y el material Vinyar Tengwar y Parma Eldalamberon publicado a principios de la década de 2000 de entre las 3000 páginas de material lingüístico que poseía el equipo de editores, entre los que se encontraba Carl F. Hostetter, las lenguas construidas de Tolkien se han vuelto mucho más accesibles.
A Gateway to Sindarin (2007), de David Salo, presenta la gramática del sindarin de forma concisa. Languages, Myth and History (2009), de Elizabeth Solopova, ofrece una visión general de los rasgos lingüísticos de las distintas lenguas inventadas por Tolkien y de la historia de su creación.
Algunos fanzines se han dedicado al tema, como Tyalië Tyelelliéva, publicado por Lisa Star, y Quettar, el «Boletín de la Comunidad Lingüística» de The Tolkien Society, publicado por Julian C. Bradfield. Tengwestië es una publicación en línea de la Elvish Linguistic Fellowship. Entre las listas de correo y foros de Internet dedicados a las lenguas construidas por Tolkien se encuentran Tolklang, Elfling y Lambengolmor. Desde 2005 se celebra una Conferencia Internacional sobre las Lenguas Inventadas de J.R.R. Tolkien.

### Primarias
1. ↑  Tolkien, 1983, p. 200
2. ↑  Tolkien, 1983, p. 203
3. ↑  Tolkien, 1983, p. 209
4. ↑  Tolkien, 1983, "Un vicio secreto"
5. ↑  Carpenter, 2023, #165 a la Houghton Mifflin Co., 30 de junio de 1955
6. ↑  Carpenter, 2023, #144 a Naomi Mitchison, 25 de abril de 1954
7. ↑  Tolkien, 1987, pp. 378–379
8. ↑  Tolkien, 1987, pp. 385–448 "The Etymologies"
9. ↑  Carpenter, 2023, #223: "Sigo enamorado del idioma italiano, y me siento bastante desolado sin la oportunidad de intentar hablarlo".
10. ↑  Carpenter, 2023, #144 a Naomi Mitchison, abril de 1954
11. ↑  Tolkien, 1992, Segunda parte: «Los papeles del Notion Club»
12. ↑  Tolkien, 1996, p. 63.
13. ↑  Tolkien, 1987, p. 68 y nota p. 75.
14. 1 2 3  Tolkien, J. R. R. (Julio 2001). «The Rivers and Beacon-hills of Gondor».  En Hostetter, Carl F. Hostetter, ed. Vinyar Tengwar (42): 8.
15. ↑  Carpenter, 2023, #176 a Naomi Mitchison, 8 de diciembre de 1955
16. 1 2 3 4 5 6  Tolkien, 1955, Apéndice F
17. ↑  Tolkien, J. R. R. (2007). «Words, Phrases and Passages in Various Tongues in 'The Lord of the Rings'». Parma Eldalamberon (17): 11-12.
18. 1 2  Carpenter, 2023, #163 a W. H. Auden, 7 de junio de 1953

### Secundarias
1. ↑  Fauskanger, Helge Kåre. «Tolkien's Not-So-Secret Vice». Consultado el 28 de octubre de 2023.
2. ↑  «Tolkien's Languages: The Tongues of Middle-Earth». 2013. Archivado desde el original el 24 de diciembre de 2013.
3. ↑  Andrew Higgins. «In Dembith Pengoldh. A column on Tolkien’s invented languages». p. 17. Archivado desde el original el 4 de marzo de 2016. «El nombre que Tolkien se daba a sí mismo en Gautistk era Undarhruiménitupp.»
4. 1 2  Higgins, Andrew (15 de mayo de 2016). «Tolkien's A Secret Vice and 'the language that is spoken in the Island of Fonway'». Journal of Tolkien Research 3 (1): Artículo 3.
5. ↑  Hammond, Wayne G., Scull, Christina, J. R. R. Tolkien: Artist and Illustrator, p. 190.
6. ↑  Smith, Arden R. (2015). «Writing Systems». The Tolkien Estate. Archivado desde el original el 14 de abril de 2021. Consultado el 26 de enero de 2021.
7. 1 2 3  Fimi, 2010, pp. 63–67 "Ideal Beings, Ideal Languages".
8. 1 2 3 4 5  Tolkien, 1987, Parte 2, Capítulo 5, "The Lhammas"
9. ↑  Fimi, 2010, pp. 73, 102.
10. 1 2 3 4 5 6 7  Hostetter, 2013.
11. 1 2  Tikka, Petri (2007). The Finnicization of Quenya. «Arda Philology: Proceedings of the First International Conference on J. R. R. Tolkien's Invented Languages, Omientielva Minya, Stockholm 2005». Arda Philology 1 (Arda Society): 1-20. ISBN 978-9197350013.
12. ↑  Salo, 2004, p. 94, apartado 6.2 (véanse también los apartados 4.33 y 4.37).
13. ↑  Salo, 2004, pp. 95–100.
14. ↑  Sauron Derrotado, p. 240
15. 1 2 3 4 5  Fauskanger, Helge K. «Various Mannish Tongues - the sadness of Mortal Men?». Ardalambion. University of Bergen. Consultado el 24 de octubre de 2012.
16. ↑  Wynne, H. (2013) [2007]. «Theoden».  En Drout, M. D. C., ed. The J. R. R. Tolkien Encyclopedia. Routledge. p. 643. ISBN 978-0-415-96942-0. «'el jefe de una þéoden (una nación, pueblo)'.»
17. ↑  Solopova, 2009, p. 22
18. ↑  «An Interview with J.R.R. Tolkien». BBC Four. Enero 1971. Archivado desde el original el 14 de noviembre de 2021. «Sobre los enanos, Tolkien comentó que «sus palabras son semíticas, obviamente, construidas para ser semíticas».»
19. ↑  Fauskanger, Helge K. «Orkish and the Black Speech». Ardalambion. University of Bergen. Consultado el 2 de septiembre de 2013.
20. ↑  Meile, M. G. (2020) [1996]. «Sauron's Newspeak: Black Speech, Quenya, and the nature of mind». Semiotics around the World: Synthesis in Diversity. De Gruyter Mouton. pp. 219-222. ISBN 978-3-11-082006-5. doi:10.1515/9783110820065-030.
21. ↑  Burns, Marjorie (2005). Perilous Realms: Celtic and Norse in Tolkien's Middle-earth. University of Toronto Press. p. 21. ISBN 0-8020-3806-9.
22. 1 2 3 4 5  Shippey, 2005, pp. 131-133.
23. ↑  Fimi, 2010, pp. 189–191.
24. ↑  Hemmi, Yoko (2010). «Tolkien's The Lord of the Rings and His Concept of Native Language: Sindarin and British-Welsh». Tolkien Studies 7: 147-174. S2CID 170366632. doi:10.1353/tks.0.0063 – via Project MUSE.
25. ↑  Fimi, 2010, pp. 191–192.
26. ↑  Noel, 1980.
27. ↑  Solopova, 2009, p. 90
28. ↑  Fisher, Jason (2006). «Manuscripts by Tolkien».  En Drout, Michael D. C., ed. J. R. R. Tolkien Encyclopedia. Routledge. p. 403. ISBN 978-1-13588-034-7.
29. ↑  Hostetter, 2007, pp. 1–46.
30. ↑  Salo, David (2007) A Gateway to Sindarin: A Grammar of an Elvish Language from J. R. R. Tolkien's Lord of the Rings, University of Utah Press.
31. ↑  Solopova, 2009
32. ↑  «Tyalië Tyelelliéva». Lisa Star. Consultado el 28 de octubre de 2023.
33. ↑  «Quettar». Quettar. Consultado el 28 de octubre de 2023.
34. ↑  «Tengwestie». Elvish Linguistic Fellowship. Consultado el 28 de octubre de 2023.
35. ↑  «The Tolkien Language List». Consultado el 8 de abril de 2015.
36. ↑  «Elfling». Archivado desde el original el 9 de abril de 2015. Consultado el 8 de abril de 2015.
37. ↑  «The Lambengolmor List». Elvish Linguistic Fellowship. Consultado el 8 de abril de 2015.
38. ↑  «Omentielva». omentielva.com. Consultado el 9 de mayo de 2017.